# Hokuriku (região)

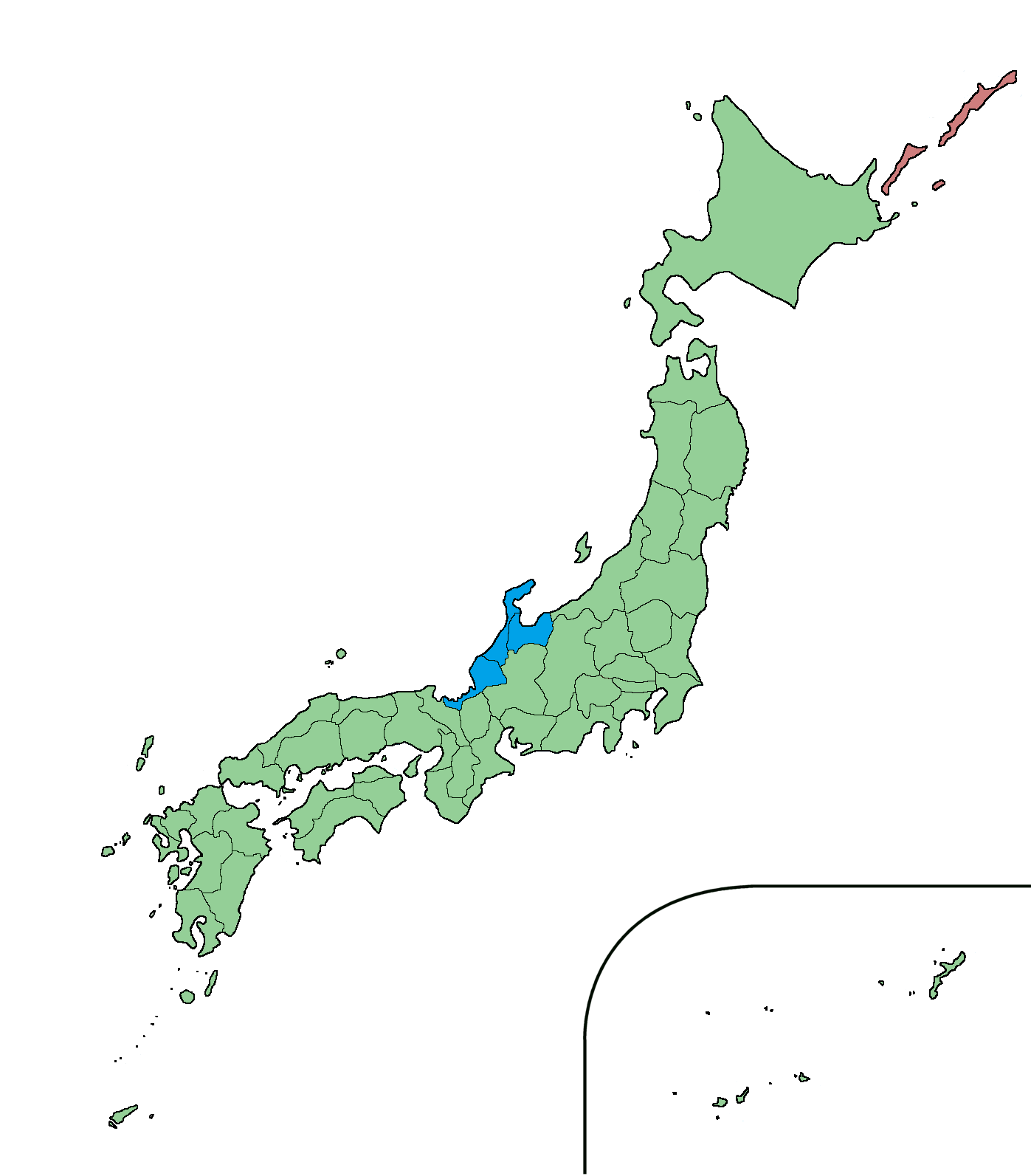
Mapa da região

A região de Hokuriku (北陸地方, Hokuriku chihō, Lit. "Terra do Norte") era localizada na parte norte de Honshu, a principal ilha do Japão. Ele fica ao longo do Mar do Japão dentro da região de Chūbu, que atualmente é parte de. É quase equivalente a Província de Koshi e Hokurikudō área no Japão pré-moderno.  Devido à sua forma alongada, e à Península de Noto, a região é conhecida como um "dragão em ascensão" 昇龍道 (しょうりゅうどう, Shōryudō).  Desde a Era Heian até o Período Edo, a região era uma das principais receptoras da população, a população cresceu muito mais proporcionalmente do que hoje, apesar do caráter rural.  Com o crescimento dos centros urbanos no século XX, particularmente Tóquio e Chukyo, o Hokuriku diminuiu constantemente em importância para se tornar um remanso relativo. A região também é conhecida pela cultura tradicional que se originou de outro lugar que há muito se perdeu ao longo do Cinto Taiheiyō.
A região de Hokuriku inclui as quatro prefeituras de Ishikawa, Fukui, Niigata e Toyama, embora Niigata às vezes esteja incluída em uma das seguintes regiões:
- Shin'etsu (信越): inclui as prefeituras de Niigata e Nagano
- Kōshin'etsu (甲信越): inclui as prefeituras de Niigata, Nagano e Yamanashi
- Hokushin'etsu (北信越): inclui as regiões de Hokuriku e Shin'etsu

## Principais cidades
Os principais centros populacionais de Hokuriku são:
- Niigata (cidade designada)
- Kanazawa, Toyama (cidades principais)
- Fukui, Joetsu, Nagaoka (Cidades especiais)

Destes, Niigata é a maior com uma população de mais de 800.000.

## Indústrias
As principais indústrias da área de Hokuriku incluem produtos químicos, medicamentos, turismo, têxteis e máquinas têxteis, máquinas pesadas, agricultura e pesca. Koshihikari, uma variedade popular de arroz é um produto especial da região de Hokuriku.

## Geografia

### Prefeituras e cidades
- Prefeitura de Fukui : Fukui (capital), Katsuyama, Obama, Ono, Sabae, Takefu, Tsuruga
- Prefeitura de Ishikawa : Hakui, Kaga, Kahoku, Kanazawa (capital), Komatsu, Matto, Nanao, Suzu, Wajima
- Prefeitura de Toyama : Himi, Kurobe, Namerikawa, Nanto, Oyabe, Shinminato, Takaoka, Tonami, Toyama (capital), Uozu
- Prefeitura de Niigata : Agano, Gosen, Itoigawa, Joetsu, Kamo, Kashiwazaki, Minamiuonuma, Mitsuke, Murakami, Myoko, Nagaoka, Niigata (capital), Niitsu, Ojiya, Sado, Sanjo, Shibata, Shirone, Tochio, Tokamachi, Toyosaka, Tsubame, Uonuma

## Clima

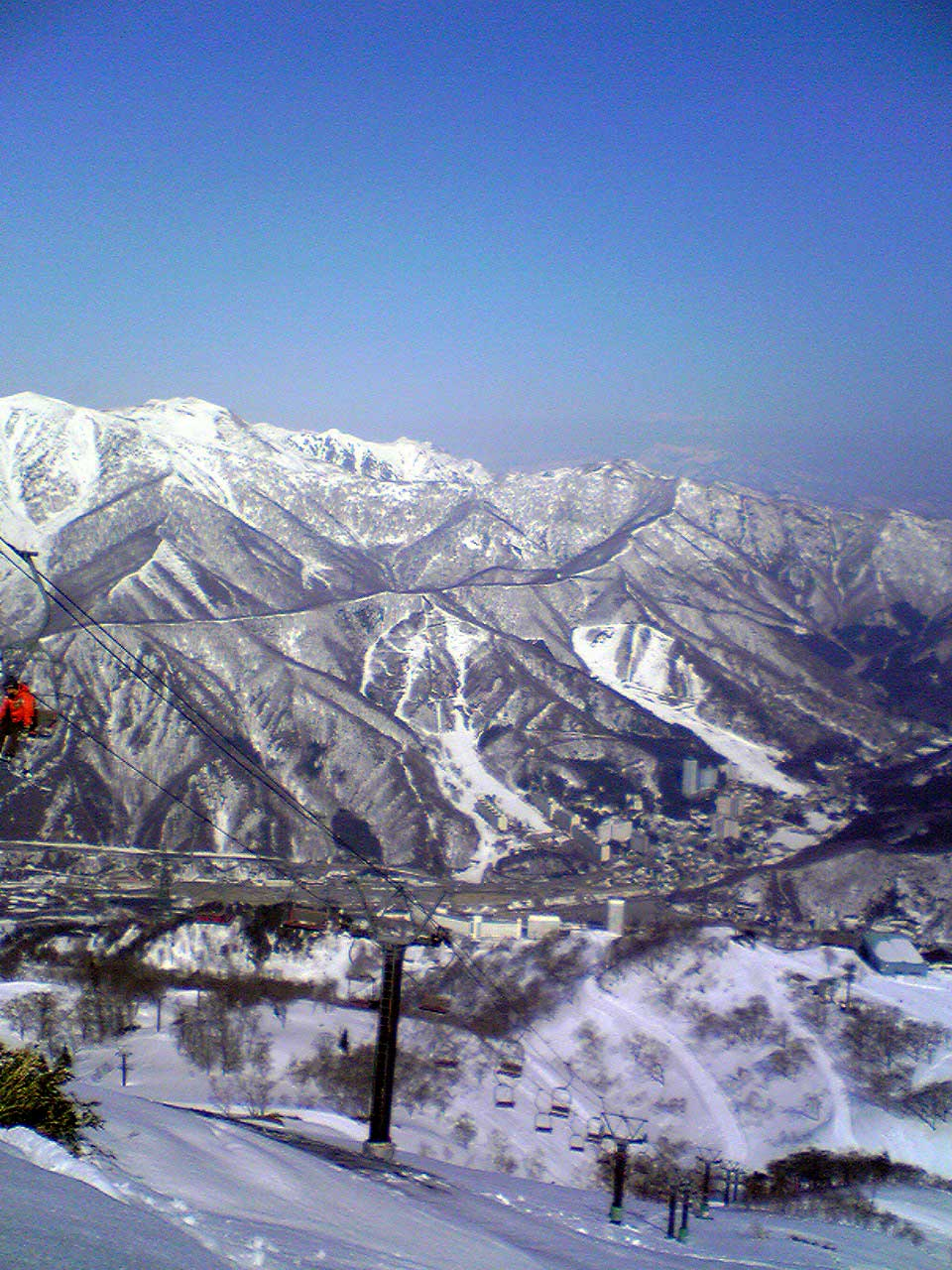
Naeba Ski Resort, Yuzawa (Niigata)

A região de Hokuriku tem o maior volume de queda de neve de qualquer região habitada e arável do mundo.[carece de fontes?] Isso ocorre porque a massa de ar siberiana, que desenvolvem alta umidade sobre o Mar do Japão, são forçadas para cima quando encontram as montanhas de Honshū, causando a umidade a condensar como neve.
Os longos invernos e a neve profunda desta região são retratados em Hokuetsu Seppu, uma obra enciclopédica do período Edo que descreve a vida no Uonuma distrito da prefeitura de  Niigata.
A região de Hokuriku também é o cenário para a novela Yasunari Kawabata País da neve.

## Turismo
Hokuriku está listado como # 4 no Best in Travel 2014 da Lonely Planet - Top 10 Regiões.
- http://www.lonelyplanet.com/travel-tips-and-articles/lonely-planets-best-in-travel-2014-top-10-regions Em falta ou vazio |título= (ajuda)